# Хантыйская литература
Хантыйская литература — литература хантов (прежде остяков). Первые оригинальные произведения писателей опубликованы в конце 1930-х.

## История
До Октябрьской революции ханты находились на грани вымирания. Установление советской власти дало толчок к развитию хантыйской культуры. У хантов, как и у манси, существовало устное творчество. Наиболее древними жанрами фольклора являются мифы о происхождении мира и тотемные предания. В мифологии хантов преобладает образ Нуми-торыма (верхнего бога и верхнего неба), чей младший сын Мир-суснэ-хуму подчинил на земле всех лесных духов. Позднее появился героический эпос — песни, саги и рассказы о военных столкновениях между племенами и войнах с другими народами. Важную роль в фольклоре играют образы животных. Сказки с социальной направленностью часто критикуют русских купцов, царских чиновников, священнослужителей, а также местных князей, богатых крестьян и шаманов. Введение письменности среди хантов привело к созданию первых алфавитов в 1930 году и появлению местной печати. Первые произведения этой литературы начали появляться в различных журналах, газетах и других изданиях.

## Хантыйские писатели
- Лазарев, Григорий Дмитриевич
- Айпин, Еремей Данилович
- Вэлло, Юрий
- Волдин, Владимир Семёнович
- Вагатова, Мария
- Тебетев, Митрофан Алексеевич
- Ругин, Роман Прокопьевич
- Шульгин, Микуль Иванович
- Вахрушева, Матрёна Панкратьевна